# Tandrețea lăcustelor
Tandrețea lăcustelor este un film românesc din 2002 regizat de Dan Necșulea. Rolurile principale au fost interpretate de actorii Victor Rebengiuc, Dorina Lazăr, Mitică Popescu.

## Distribuție
Distribuția filmului este alcătuită din:
- Mircea Albulescu — Iorgu
- Dorin Andone — Poetul
- Vasile Albineț — Gangster
- Dorina Lazăr — Florica
- Alfred Demetriu — Micolschi
- Mitică Popescu
- Dana Dembinski
- Valentin Teodosiu — Măcelaru
- Lamia Beligan — Ana
- Șerban Ionescu — Puiuț
- Costel Constantin
- Emilia Dobrin
- Traian Stănescu — Mișu
- Sanda Toma
- Bogdan Mușatescu
- Marius Bodochi — Radu
- Camelia Maxim — Luiza
- Victor Rebengiuc — Jorj